# Polypedilum crassistyla
Polypedilum crassistyla är en tvåvingeart som beskrevs av Kawai, Inoue och Imabayashi 1998. Polypedilum crassistyla ingår i släktet Polypedilum och familjen fjädermyggor. Inga underarter finns listade i Catalogue of Life.